# Cisural
Cisural je prva od tri epohe perma.

## Poveznice
- Geološka razdoblja